# What's Next
What's Next è un singolo del rapper americano-canadese Drake, pubblicato l'8 marzo 2021 come primo estratto dal quarto EP Scary Hours 2.

## Descrizione
Il brano, prima ancora della sua pubblicazione nell'EP di provenienza, era trapelato in rete già dal 27 febbraio 2021. È stato scritto dall'interprete stesso assieme a Jonathan Demario Priester e Maneesh Bidaye, quest'ultimo anche produttore assieme a Supah Mario. Alcune parti di testo sono state tratte da un brano inedito di Drake e Young Thug intitolato What a Time to Be a Slime.

## Video musicale
Il video musicale, girato a Toronto e diretto da Theo Skudra, è stato reso disponibile sul canale YouTube del rapper il 5 marzo 2021.

## Formazione
- Drake – voce
- Supah Mario – produzione
- Maneesh – produzione aggiuntiva
- Noah Shebib – missaggio
- Noel Cadastre – registrazione

## Successo commerciale
Nella Billboard Hot 100 il brano ha debuttato al vertice della classifica, segnando l'ottava numero uno del rapper e la sua 229ª entrata. Nel corso della sua prima settimana è riuscito a totalizzare 49,1 milioni di stream e a vendere 19 000 copie digitali, raggiungendo anche 11,9 milioni di ascoltatori via radio. Inoltre, con Wants and Needs al 2º posto e Lemon Pepper Freestyle al 3º, Drake è diventato il primo artista nella storia a debuttare simultaneamente ai primi tre posti, eguagliando i Beatles e Ariana Grande come terzo artista in assoluto ad occupare l'intera top three in una sola settimana.
Nella Official Singles Chart britannica il brano è diventata la ventisettesima top ten del rapper, debuttando alla 4ª posizione con 31 081 copie distribuite. Nella classifica irlandese ha segnato il debutto più alto della settimana, esordendo al 7º posto e regalando a Drake la sua diciassettesima top ten.

## Classifiche

### Classifiche settimanali
| Classifica (2021) | Posizione massima |
| ----------------- | ----------------- |
| Australia         | 7                 |
| Austria           | 32                |
| Belgio (Fiandre)  | 52                |
| Canada            | 1                 |
| Danimarca         | 34                |
| Francia           | 74                |
| Germania          | 36                |
| Grecia            | 5                 |
| Irlanda           | 7                 |
| Islanda           | 25                |
| Italia            | 88                |
| Lituania          | 12                |
| Norvegia          | 27                |
| Nuova Zelanda     | 12                |
| Paesi Bassi       | 43                |
| Portogallo        | 18                |
| Regno Unito       | 4                 |
| Repubblica Ceca   | 72                |
| Slovacchia        | 26                |
| Stati Uniti       | 1                 |
| Svezia            | 47                |
| Svizzera          | 14                |

### Classifiche di fine anno
| Classifica (2021) | Posizione |
| ----------------- | --------- |
| Canada            | 68        |
| Stati Uniti       | 68        |

## Date di pubblicazione
| Paese                 | Data          | Formato                | Nota   |
| --------------------- | ------------- | ---------------------- | ------ |
| Svezia                | 8 marzo 2021  | Contemporary hit radio | [ 22 ] |
| Stati Uniti d'America | 9 marzo 2021  | Rhythmic contemporary  | [ 5 ]  |
| Regno Unito           | 12 marzo 2021 | Contemporary hit radio | [ 23 ] |
| Regno Unito           | 12 marzo 2021 | Urban contemporary     | [ 24 ] |